# آمائل موئانار
آمائل موئانار (فرانسوی: Amaël Moinard‎؛ زادهٔ ۲ فوریهٔ ۱۹۸۲) دوچرخه‌سوار اهل فرانسه است.
از باشگاه‌هایی که در آن رکاب زده‌است می‌توان به تیم بی‌ام‌سی، تیم دوچرخه‌سواری کوفیدیس، و تیم دوچرخه‌سواری کوفیدیس، و تیم دوچرخه‌سواری فورتونئو–اسکارو اشاره کرد.